# Komisja mafii sycylijskiej
Komisja mafii sycylijskiej zwana Cupola (kopuła) – komisja utworzona podczas słynnego Szczytu w Palermo na wzór amerykańskiej odpowiedniczki – Komisji Syndykatu. Pomysłodawcą powstania Cupoli był boss nad bossami Lucky Luciano, który namówił na takie rozwiązanie kilku sycylijskich mafiosów m.in. Tommaso Buscettę i Salvatore "Cichiteddu" Greco.
Pierwszym jej przewodniczącym został właśnie Salvatore Greco. Był gangsterem o niedużej posturze, budził strach, lęk i szacunek.

## Struktura Cupoli
Cupola składała się z dwunastu capi – mandamento, z których każdy reprezentował trzy rodziny (klany) z Palermo. Dodatkowo utworzono kilka innych pomniejszych komisji (np. komisja ds. przemytu narkotyków).

## Pierwszy (historyczny) skład Cupoli
(Wybrane nazwiska)
- Salvatore "Cichiteddu" Greco – przewodniczący;
- Calcedonio Di Pisa (zamordowany 26 grudnia 1962 r., zob. pierwsza wojna klanów – Przebieg pierwszej wojny klanów);
- Michele Cavatoio (lub Cavatoia, zob. j.w.);
- Salvatore La Barbera (zob. j.w.);
- Antonio Salamone;
- Cesare Manzella.

Tommaso Buscetta w tym czasie wolał stać z boku, mawiał: Zbyt kocham życie, a oni i tak zrobią to, co ja powiem.
Przez następne lata, od czasu powstania Cupoli, na terenie Palermo i całej Sycylii znacznie zmalała liczba zabójstw na tle sporów terytorialnych. Każdy z klanów (cosca) miał swoje terytorium, odpowiadał za określone przestępcze procedery i każdy z nich wpłacał pieniądze do wspólnej mafijnej kasy.
Względny spokój panował do czasu wybuchu Pierwszej Wojny Klanów, którą rozpoczął konflikt La Barbera – Greco (poszło oczywiście o przemyt heroiny do Stanów Zjednoczonych).
Brutalna wojna spowodowała reakcję władz włoskich. Do zdecydowanego działania przystąpiły wymiar sprawiedliwości i organa ścigania.
Działania odwetowe i reakcja władz włoskich oraz społeczeństwa wymusiła na mafii podjęcie na jakiś czas (dla uspokojenia opinii społecznej) określonych decyzji.
W tym celu zebrał się komitet składający się z sześciu "mędrców mafii", który pod koniec 1963 r. zawiesił działanie Cupoli, wielu mafiosów opuściło wyspę i udało się we wszystkie strony świata  (zob. Pierwsza wojna klanów – Reakcja wymiaru sprawiedliwości).
Sędzia Cesare Terranova – jako pierwszy – odkrył działalność sycylijskiej komisji mafijnej podczas przygotowań do "Procesu 114".
Reaktywacja Cupoli nastąpiła w 1970 r. (zob. Tommaso Buscetta – Masakra na Viale Lazio w 1969 roku). W następnych latach dochodziło do niewielu zmian w jej składzie.
W jej skład weszło dziesięciu mafiosów (wybrane nazwiska):
- Gaetano Badalamenti – przewodniczący, usunięty ze stanowiska w 1978 r.;
- Luciano Leggio – po jego aresztowaniu w 1974 r. miejsce zajął Salvatore Riina;
- Stefano Bontate (zginął 23 kwietnia 1981 r., zob. wielka wojna klanów);
- Rosario Riccobono (biała śmierć; ciała nigdy nie znaleziono, listopad 1982 r.);
- Nene Geraci;
- Michele Greco – stanął na czele Cupoli po usunięciu Badalamenti'ego;

W 1978 r. z Cupoli usunięto Badalamenti'ego w wyniku wewnątrzmafijnych rozgrywek. Doszedł min. Salvatore Inzerillo (kolejna ofiara Wielkiej Wojny Klanów, 11 maja 1981 r.),
Cupola działała przez kolejne trzy lata (1978-1981) w niezmienionym składzie. Zmiany nastąpiły w związku z kolejną brutalną wojną mafijną – Wielka Wojna Klanów (1981-1983).
Komisja została wówczas zdominowana przez Corleonesi w osobach Salvatore Riiny i Bernardo Provenzano.
W 1986 roku w Palermo rozpoczął się Maksiproces. Wielu członków mafii sycylijskiej znalazło się w więzieniu, inni zostali skazani zaocznie (in absentia) – Riina i Provenzano.
Mafia poprzysięgła zemstę. Z rozkazów głównych członków Cupoli zginęli: sędziowie Giovanni Falcone i Paolo Borsellino oraz były burmistrz Palermo (podejrzewany o kontakty z mafią) Salvo Lima.
Zanim rozpoczął się Maksiproces z rąk mafii zginęło wielu policjantów i sędziów (zob. Maksiproces – Oskarżeni).